# Zestientje

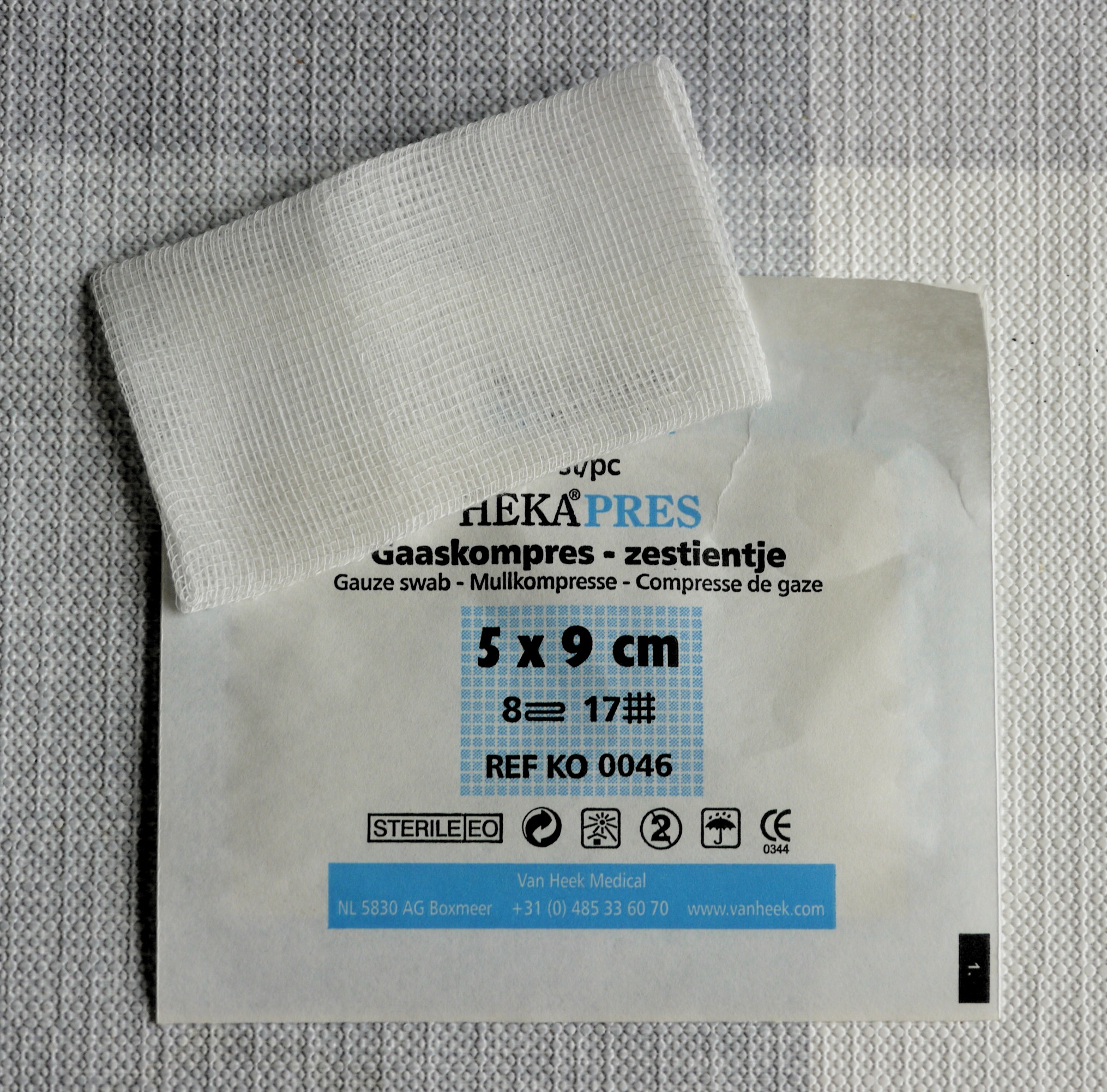
Een zestientje

Het zestientje is een medische benaming voor een steriel verpakt rechthoekig hydrofiel (katoenen) verbandgaasje. Ze worden voornamelijk gebruikt in de verpleegkunde en de EHBO, voor het reinigen of het direct afdekken van wonden. Door de hydrofiele eigenschappen kan het gaasje bloed of wondvocht opnemen en er kan op het gaasje desgewenst een antisepticum worden gedruppeld, zoals chloorhexidine of povidonjood. Zestientjes worden meestal op hun plaats gehouden door middel van verbandpleister of met een elastische zwachtel.

## Naam
In de foto is een afmeting gegeven van 5×9 cm. Zo'n verbandgaasje heeft acht lagen en is gevouwen met de eventueel rafelige kanten naar binnen. Uitgevouwen is de oppervlakte 360 cm². De benaming zou zijn ontstaan doordat zestien van dergelijke verbandjes zouden zijn gemaakt uit iets meer dan een halve m² gaas. Exact een halve vierkante meter zou een verbandje geven van circa 5×8 cm. Deze gaasverbandjes worden meestal in een doosje van 16 stuks verpakt.

Uitgevouwen zestientje